# Ignacy Łempicki (chargé d’affaires)
Ignacy Łempicki herbu Junosza (ur. 1766 w Warszawie, zm. po 1804) – dyplomata i wojskowy, chargé d’affaires polski w Wiedniu w latach 1793–1795.

## Życiorys
Był synem Ignacego Czesława Łempickiego, generała adiutanta królewskiego i oficjalisty Komisji Wojskowej, oraz Marianny z domu Hiż; wnukiem pułkowników Jana Łempickiego i Jana Wilhelma Hiża. Miał siostrę Eufemię. Był siostrzeńcem generała Jana Augusta Hiża; bratem ciotecznym Jana i Józefa.
W latach 1776–1787 uczył się w Szkole Rycerskiej w Warszawie. W 1786 roku został chorążym wojsk koronnych.
Najprawdopodobniej w 1789 roku udał się do Wiednia wraz z dawnym wicekomendantem Szkoły Rycerskiej Franciszkiem Woyną (obejmującym wówczas poselstwo wiedeńskie) jako jego sekretarz. W 1791 roku Ignacy Łempicki był adiutantem przy kancelarii poselstwa w Wiedniu. Po dymisji Woyny w lipcu 1793 roku objął stanowisko chargé d’affaires.
W czasie insurekcji kościuszkowskiej w 1794 roku kierowana przez niego placówka wiedeńska nadesłała najwięcej raportów do Wydziału Interesów Zagranicznych Rady Najwyższej Narodowej. Po upadku powstania Łempicki pozostawał w dyspozycji króla Stanisława Augusta, który w lutym 1795 wezwał go do powrotu do kraju. Pozostający od miesięcy bez pensji, Łempicki nie mógł opuścić Wiednia z powodu zadłużenia. Dopiero 25 listopada 1795 Stanisław August posłał mu niemal tysiąc dukatów wraz z listem cyrkularnym ostatecznie likwidującym polską służbę zagraniczną.
Łempicki osiadł w Galicji, gdzie był dziedzicem Poraża w powiecie liskim. W 1805 roku wylegitymował się ze szlachectwa w Wydziale Stanów galicyjskich. Był ożeniony z Aleksandrą Olszewską. Miał córkę Marię (Mariannę), żonę Teofila Romera (1814–1894), babkę generała Franciszka Latinika.